# Басс, Саймон
Саймон Басс (англ. Simon Bass, родился 5 апреля 1966) — композитор и музыкальный директор.

## Биография
Саймон - один из самых плодотворных британских композиторов нашего времени. Он владеет русским языком и регулярно работает с российскими артистами, последняя из его работ — сотрудничество с Борисом Гребенщиковым над оркестровым произведением «Послеполуденный отдых Фавна».
Саймон был членом жюри на музыкальном конкурсе «Славянский базар» 2012, а также сопровождал белорусскую участницу Евровидения 2013. Специализируется на русских произведениях XIX века и начала XX века.
Произведения Саймона использованы более чем в 100 телевизионных сериях, также им сочинены композиции для Королевской Шекспировской Компании, крупные оркестровые произведения и произведения для фильмов.
Он стал победителем многочисленным наград, включая Серебряного Льва Каннского Фестиваля, Лучшего Саундтрека на Кинофестивале в Монако и на Лондонском Международном Конкурсе Анимации.
Саймон работал аранжировщиком и художественным директором в широком спектре музыкальной индустрии, сотрудничая со всемирно знаменитыми записывающимися артистами от Мадонны, Робби Уильямса до Спайс Гёлс.
Саймон работает в сотрудничестве с авторами песен для мюзиклов, включая автора песен и обладателя Оскара Дона Блэка. Дон Блэк написал песни для многих знаменитых фильмов Бондианы, в том числе «Бриллианты навсегда» и «Человек с золотым пистолетом». Дон выиграл Оскар за музыкальную тему к фильму «Рождённая свободной».
Саймон работал с Джорджем Лукасом над рекламным промо для Звёздных Воинов 3-й Эпизод и с Мэтом Гроининг над Симпсонами.
Саймон увлечён сочинениями композиций для музыкального движения, он также Член правления Танцевальной Компании Мерса Каннингема, Нью-Йорк (Merce Cunningham Dance Company, New York) и член комитета Развития Танцующий Зонт, Лондон (The Dance Umbrella, London).
Саймон изучал музыку в Оксфордском университете с Робертом Шэрлоу Джонсон (Robert Sherlaw Johnson).
Саймон живёт с женой и двумя детьми в Сохо, Лондоне.

## Награды 2009
- Серебряный лев на Каннском фестивале за проект MTV 'Knifecrime’(2009)
- Best Viral and Grand Prix (2009) for Specsavers

## Альбомы
- The First Fall of The Rain; 1987
- Dear Father Christmas; 1998 (Musical for Children)
- Up For Grabs; 2003
- The Narrow Road To The Deep North; 2005